# ボヌメゾン
ボヌメゾン（仏: Bonnemaison）は、フランスのノルマンディー地域圏、カルヴァドス県に属するコミューン。

## 地理
カーンの南西25km、小郡中心地のヴィレー＝ボカージュから南東へ6kmほど行った丘陵地帯に位置する。一極集中型ではなく、いくつかの集落が集まってできたコミューンで、北でクルヴォドン、南東でアマール、西でオネ＝シュル＝オドンとそれぞれ接する。南には幹線道路のD6が通る。

## 行政
- 首長：ピエール・サリオ（Pierre Salliot、無所属、2001年3月から）
- 前首長：ジャック・アドン（Jacques Adon）

## 人口の推移[1]
| 1962年 | 1968年 | 1975年 | 1982年 | 1990年 | 1999年 | 2007年 |
| ------ | ------ | ------ | ------ | ------ | ------ | ------ |
| 225    | 208    | 184    | 317    | 331    | 324    | 360    |